# Annalen der Braunschweig-Lüneburgischen Churlande
Die Annalen der Braunschweig-Lüneburgischen Churlande waren ein halbamtliches Organ, das von 1787 bis 1795 in Hannover erschien. Herausgeber waren Landsyndikus Andreas Ludolph Jacobi aus Celle, Protosyndikus Albert Jacob Kraut (1747–1788) aus Lüneburg sowie Johann Konrad Beneke. Gedruckt wurde das Blatt bei W. Pockwitz, jun. Die Annalen dienten der Verbreitung aufklärerischen Gedankenguts. Dabei waren „einige Beiträge vermutlich a priori als spätere Geschichtsquelle gedacht.“